# Hugo Mühlig

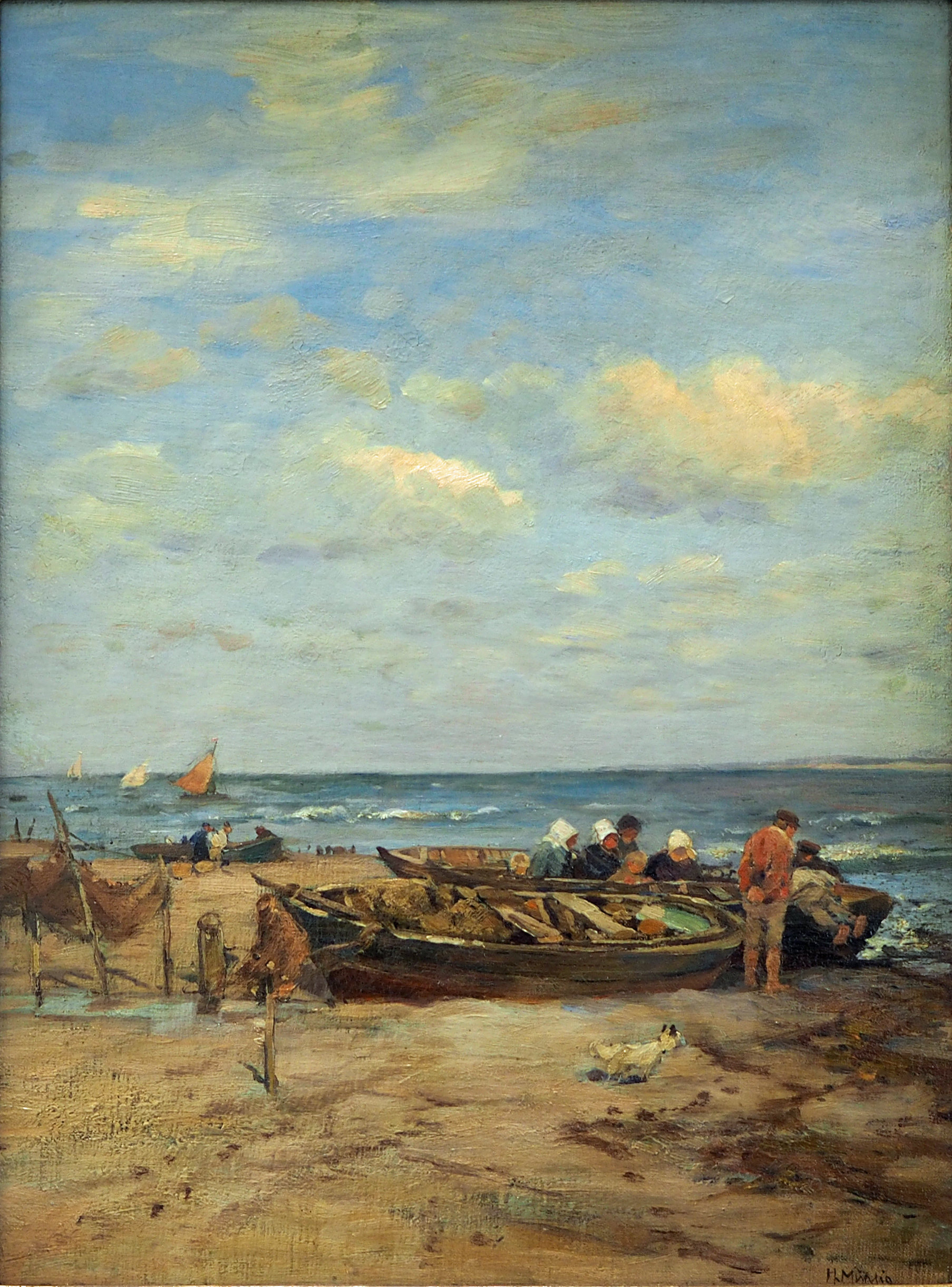
Pescadores con sus barcas

Hugo Muhlig (Dresde, 9 de noviembre de 1854-Düsseldorf, 16 de febrero de 1929) fue un pintor paisajista alemán. Desde 1881 vivió en Düsseldorf como pintor de paisajes y escenas de género.

## Vida y obra

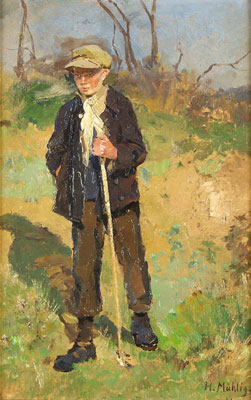
Hugo Mühlig: Chico pastor

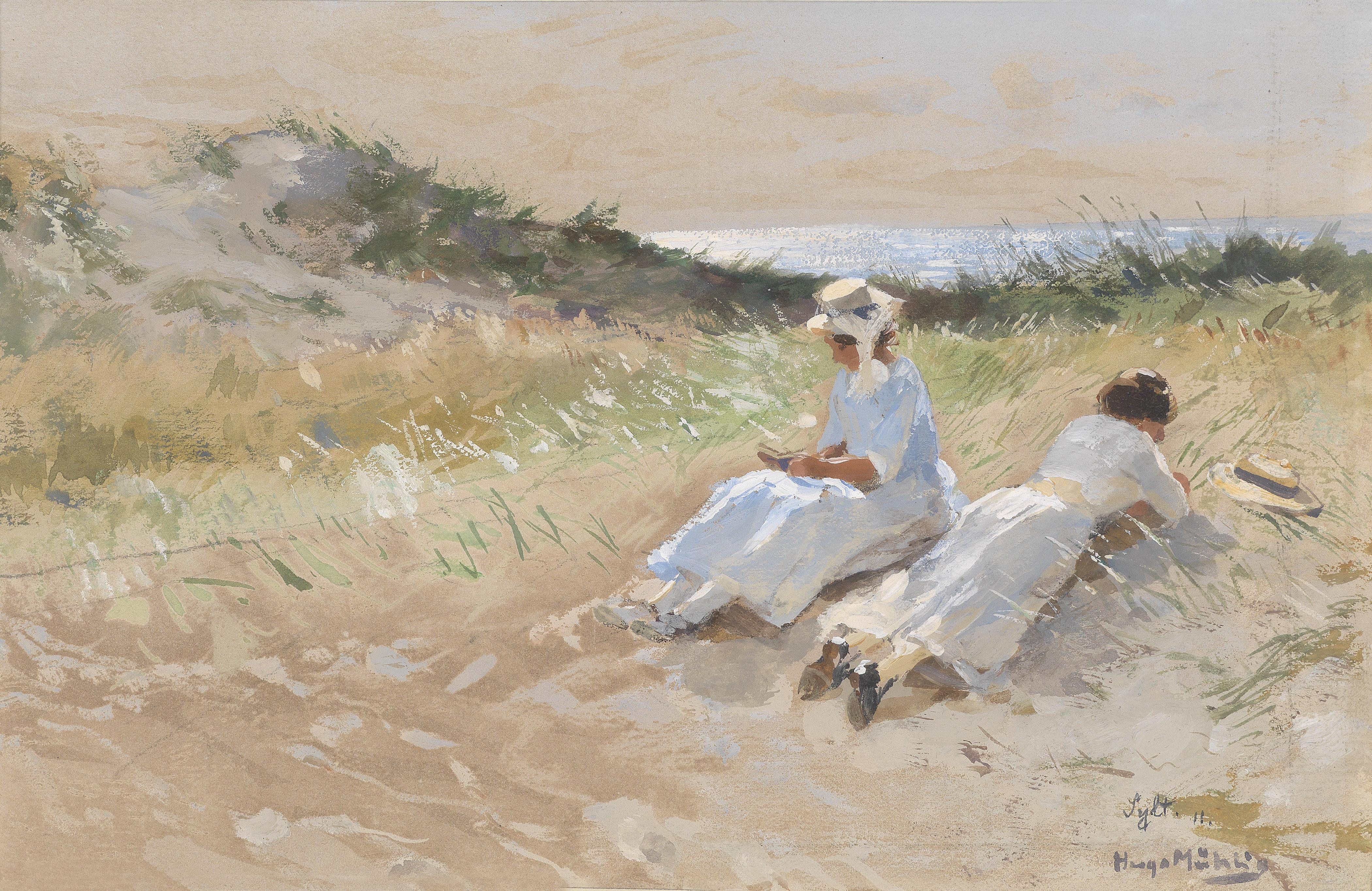
Hugo Mühlig: Juego en Sylt, 1911

Hugo Mühlig era hijo del pintor de paisajes y escenas de género de Dresde Meno Mühlig (1823-1873) y sobrino del pintor de paisajes y animales Bernhard Mühlig (1829-1910). Primero aprendió pintura de su padre, después en la Academia de Arte de Dresde y de 1877 a 1880 como alumno de maestría de Viktor Paul Mohn (1842-1911). Si bien se mantuvo fiel al realismo de la escuela de Ludwig Richter en sus dibujos durante un período de tiempo más largo, abrió nuevos caminos en la pintura poco después de trasladarse a Düsseldorf en 1881. Si bien sus pinturas (en su mayoría de pequeño o mediano formato) se caracterizan por una gran atención al detalle y una perfecta representación de los valores materiales desde la distancia de observación habitual, el primer plano muestra que estos efectos se logran con gran virtuosismo mediante el uso de las técnicas de la pintura impresionista.

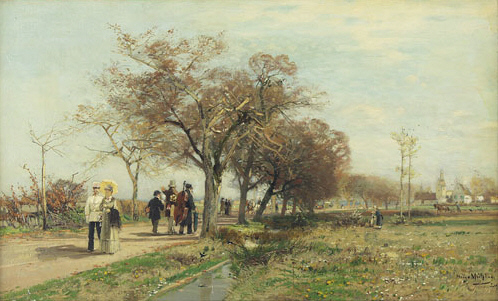
Hugo Mühlig: Paseo de Verano

El carácter impresionista de sus pinturas se debe también al hecho de que los paisajes y escenas de agricultores cosechando, cazadores en campos invernales o paseantes de feria están casi siempre bañadas por la intensa luz del sol, lo que permite que los colores de los objetos brillen de forma particularmente pura. En cuanto a la composición, sus pinturas destacan por el hecho de que, desde un punto de vista ligeramente elevado, los objetos y figuras en primer plano y cerca del medio plano están particularmente acentuados y suelen agruparse en una o dos diagonales desde el punto de vista hacia el borde izquierdo o derecho del horizonte.
La mitad superior de la imagen (o al menos el tercio superior) está llena de cielo azul casi siempre claro, contra el cual se destacan claramente algunos árboles o casas. Este claro esquema compositivo, que corresponde a una disposición algo teatral de las personas y los animales, indica que sus pinturas fueron generalmente creadas en el estudio, aunque a partir de una gran cantidad de bocetos realizados en la naturaleza, que en su mayoría eran gouaches o acuarelas. De 1883 a 1891 viajó regularmente a Willingshausen in der Schwalm para tomar estas impresiones y se convirtió en miembro de la colonia de pintores de la asociación de artistas Willingshausen.
En Düsseldorf fue miembro de la asociación de artistas Malkasten desde 1887 hasta su muerte y desde 1891 en la secesionista Freie Vereinigung Düsseldorfer Künstler. A principios de 1900 vivió en la casa del concejal Franz Schoenfeld en la Adlerstraße, 41, mientras tanto recibió el título de profesor, se mudó a la Duisburger Straße, 15, alrededor de 1909 y se le dio un estudio en la casa de los artistas de la Asociación de Artistas de Düsseldorf, que acababa de terminarse en ese momento en la Sittarder Strasse 5.
Dado que Hugo Mühlig no era un pintor académico, apoyado por encargos públicos, sino un pintor independiente para el mercado del arte, muchas de sus pinturas siguen siendo de propiedad privada. Pero se conservan algunas obras ejemplares en la Neue Galerie Berlin, el Kunstmuseum Düsseldorf, la Neue Galerie en Kassel y el Wallraf-Richartz-Museum en Colonia.
En 1882 se casa con Amalie Auguste Otto († 1907). Tuvieron una hija llamada Anna (1888-1969), que estuvo casada con el arquitecto y pintor Hans Blüthgen (1885-1966).